# 喜蜂麻蝇属
喜蜂麻蝇属（学名：Hilarella）为麻蝇科的一个属。

## 下属物种
本属包括以下物种：
- 点斑喜蜂麻蝇 Hilarella stictica (Meigen)